# Joseph Arthur
Joseph Arthur (Akron, 28 settembre 1971) è un musicista, pittore e scrittore statunitense.
Attualmente risiede e lavora a New York.
Scoperto e lanciato da Peter Gabriel a cavallo tra il 1996 e il 1997, il musicista è noto per le sue performance in cui campiona in tempo reale loop della sua voce e dei suoi strumenti cosicché la musica risuoni come un'armonia di una band di più elementi, laddove in realtà la maggior parte delle sue esibizioni lo vedono in solitaria sul palco.

## Biografia
Joseph cominciò a fare musica da quando aveva 10 anni dopo aver ricevuto una tastiera elettronica da sua zia. A 16 anni suonava la chitarra al basso in due blues band, i Frankie Starr e i Chill Factor, che si sciolsero nel 1995. Joseph però continuò a fare musica alla Firestone High School e nel 1990 cominciò a maturare caratterialmente. Negli anni 90 Arthur era ad Atlanta, in Georgia, e continuava a registrare i suoi lavori, suonando in locali e lavorando come un chitarrista commesso nel Clark Music Store.
Nel 1996 Harvey Schwartz fece sentire a Peter Gabriel (fondatore di A&R) il primo EP demo di Arthur, Cut and Blind. Gabriel e Schwartz lo invitarono per un'audizione live al nightclub The Fez di New York. Fu un successo, non soltanto perché Lou Reed era tra gli spettatori, Arthur in pochi mesi divenne cantante affermato. In quell'occasione, strinse con Lou Reed un'amicizia che durò per tutta la vita, pur con diversi contrasti dovuti soprattutto al fatto che Arthur facesse uso di droghe.
Divenne il primo artista statunitense pubblicato da Peter Gabriel, Arthur incise il suo album di debutto al Gabriel's Real World Studios in Inghilterra prodotto da Markus Dravs (Björk, Coldplay, Arcade Fire). L'album, intitolato Big City Secrets (I segreti della grande città) fu pubblicato nella primavera del 1997, mostra la poesia musicata di Arthur accompagnata da diversi strumenti, che lui stesso descrive come "someone struggling to heal over experimental folk-rock" (qualcuno che lotta per guarire con il folk-rock sperimentale). Arthur si unì poi al Gabriel's WOMAD tour in Europa.
Dopo due anni ha pubblicato un EP (Vacancy), ottenendo una nomination al Grammy Award nel 2000 per la migliore registrazione.
Le performance dell'artista vengono dal 2002 registrate direttamente in loco e vendute immediatamente dopo l'esibizione, secondo la pratica dell'instant live.
Nel 2004 Peter Buck, impressionato dalla sua esibizione a Seattle, dove Buck vive, lo invita ad aprire concerti del tour mondiale dei R.E.M. in Canada e Stati Uniti, nel 2005 Arthur è invitato ad aprire ulteriori date anche in Europa.
Rilevante il sodalizio con la band statunitense ed in particolare col cantante Michael Stipe, il quale realizza un EP contenente 6 differenti versioni del pezzo In the Sun di Joseph per la raccolta fondi per il disastro dell'uragano Katrina.
Stipe salirà sul palco assieme ad Arthur durante un concerto di quest'ultimo alla Bowery Ballroom di New York il 27 settembre 2006, proseguendo il sodalizio umano tra i due.
Nel 2006 fonda la sua etichetta, Lonely Astronaut Records, con cui pubblica il suo nuovo album Nuclear Daydream.
Nel 2010 forma con Dhani Harrison e Ben Harper il "supertrio" Fistful of Mercy e insieme creano l'album As I Call You Down.
Dopo la morte di Lou Reed, nel 2014 Arthur cominciò a lavorare a una cover di Coney Island Baby; da lì, in dieci giorni, compose un intero album con 12 cover acustiche, come tributo all'amico scomparso, che intitolò semplicemente "Lou".

## Discografia

### Album
- Big City Secrets (11 marzo 1997)
- Come To Where I'm From (11 aprile 2000)
- Redemption's Son (10 maggio 2002)
- Our Shadows Will Remain (12 ottobre 2004)
- The Invisible Parade + We Almost Made It (libro) (18 maggio 2006)
- Nuclear Daydream (19 settembre 2006)
- As I Call You Down (come Fistful of Mercy)
- The Graduation Ceremony (2011)
- Redemption City (2012, autoprodotto)
- The Ballad of Boogie Christ (2013)
- Lou (2014)

### EP
- Vacancy (1º maggio 1999)
- Junkyard Hearts I (maggio 2002)
- Junkyard Hearts II (maggio 2002)
- Junkyard Hearts III (maggio 2002)
- Junkyard Hearts IV (maggio 2002)
- And The Thieves Are Gone (7 dicembre 2004)

### Singoli
- Chemical (17 aprile 2000)
- In The Sun (23 aprile 2001)
- Can't Exist (4 luglio 2005)
- Even Tho (26 settembre 2005)
- Devil's Broom (13 febbraio 2006)
- Can't Exist (1º maggio 2006)
- Enough To Get Away
- The Honey and the Moon